# David Clendon
David James Clendon (Helensville, Auckland; 11 de setembre de 1955) és un polític neozelandès i diputat de la Cambra de Representants de Nova Zelanda des de l'octubre de 2009. És membre del Partit Verd.

## Inicis
Clendon va néixer l'11 de setembre de 1955 a Helensville, un barri del nord-oest d'Auckland. El 1990 es va fer membre del Partit Verd. El 1993 es graduà de la Universitat d'Auckland amb un BA en educació i ciències polítiques i el 1995 de la Universitat Lincoln amb un MSc en gestió de recursos.

## Diputat
| Parlament de Nova Zelanda |      |                |        |        |
| Anys                      | Leg. | Circumscripció | Llista | Partit |
| 2008-2011                 | 49   | Llista         | 10     | Verd   |
| 2011-actualitat           | 50   | Llista         | 8      | Verd   |

L'octubre de 2009 la diputada del Partit Verd Sue Bradford va dimitir al perdre l'elecció al colideratge femení del partit, perdent contra Metiria Turei. Al dimitir Bradford el següent en la llista electoral del partit, Clendon, va esdevenir diputat. En les eleccions de 2011 fou elegit de nou al trobar-se vuitè en la llista electoral del partit.
En les eleccions de 2005 fou candidat a la circumscripció electoral de Waitakere on quedà en tercer lloc amb el 5,44% del vot. En les eleccions de 2008 fou candidat a Helensville. Quedà en tercer lloc amb el 5,96% del vot. Fou candidat a Mount Albert en les eleccions de 2011. Va quedar en tercer lloc amb el 9,49% del vot.

## Vida personal
Està casat amb Lindis Clendon i tenen una filla. Clendon té ascendència maori (de les iwis Ngāpuhi i Te Roroa) i europea.